# Edvard Valpas-Hänninen
Edvard Valpas-Hänninen (a utilisé le nom Valpas ou Hänninen-Walpas, né le 6 septembre 1873 à Saarijärvi, mort le 11 janvier 1937 à Helsinki) est un homme politique et un journaliste finlandais, membre du Parti social-démocrate de Finlande qu’il dirige de 1906 à 1909. Il devient député de l’Eduskunta en 1907. Durant la guerre civile de 1918, il fait partie des Rouges et s’enfuit après leur défaite en Union soviétique. Il retourne en Finlande en 1920 et est emprisonné jusqu’en 1924 pour son rôle dans la guerre civile. Il reçoit la grâce présidentielle en 1924.